# Joaquín Sánchez de Cutanda
Joaquín Sánchez de Cutanda y Miralles (Rubielos de Mora, c. 1745-Huesca, 1809) fue un religioso español, obispo de Huesca.

## Biografía
Según Ramón de Huesca habría nacido en la localidad turolense de Rubielos de Mora el 10 de julio del 1745, si bien otra fuente data su nacimientos en los años 1740 o 1741, después de estudiar humanidades en villa natal, marchó a Zaragoza en compañía de su tío José Miralles, fiscal de lo civil de la Audiencia de dicha ciudad, bajo cuya dirección cursó tres años de filosofía y ocho de leyes y cánones, recibiendo el grado de doctor de la última facultad.
Regentó cuatro años las cátedras de ambos derechos e hizo oposiciones a las de derecho canónico, cuyos ejercicios le fueron aprobados, como también los que hizo a la doctoral de Segorbe y las dos de la metropolitana de Zaragoza, siendo agraciado con una de estas en 1775, que desempeñó hasta 1800, cuando fue elevado al obispado de Huesca, que desempeñó hasta su muerte, ocurrida en Huesca, según la fuente en 1809 o 1813.

## Guerra de Independencia
Participó como vocal de derecho en las cortes convocadas por Palafox en Zaragoza el 9 de junio de 1808, donde fue elegido miembro de la Junta Suprema encargada de la defensa y el levantamiento de la ciudad pero tras la caída de Huesca en manos francesas fue hecho prisionero y falleció en agosto del 1809, siendo enterrado en el presbiterio de la catedral, aunque actualmente su lápida es visible en el Museo Diocesano de Huesca.